# 金蔡姆
金蔡姆（法語：Kintzheim，法語發音：[kintsaim]）是法国下莱茵省的一个市镇，位于该省南部，属于塞莱斯塔-埃尔什泰因区。金蔡姆也是阿尔萨斯红酒产区的重要部分。

## 地理
金蔡姆（48°15'16"N, 7°23'48"E）面积18.78 平方千米，位于法国大東部大區下莱茵省，该省份为法国大陆部分最东部的省份，是阿尔萨斯的一部分，今与上莱茵省组成了阿尔萨斯欧洲集体，其南至上莱茵省，西南接孚日省和默尔特-摩泽尔省，西接摩泽尔省，北与德国接壤，东侧沿莱茵河与德国相望。
与金蔡姆接壤的市镇（或旧市镇、城区）包括：沙特努瓦、奥尔什维莱尔、塞莱斯塔、拉旺塞勒、列夫尔。
金蔡姆的时区为UTC+01:00、UTC+02:00（夏令时）。

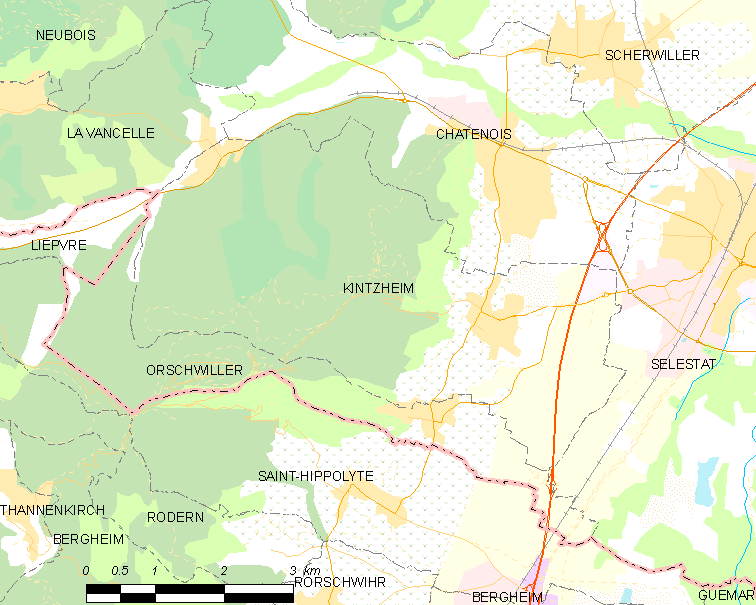
金蔡姆的OSM定位图

## 行政
金蔡姆的邮政编码为67600，INSEE市镇编码为67239。

## 政治
金蔡姆所属的省级选区为塞莱斯塔县。

## 人口

1962-2008年间金蔡姆人口变化图示

金蔡姆于2022年1月1日时的人口数量为1691人。

## 文化
金蔡姆城堡